# Karl Heidelbach
Karl Heidelbach (* 26. Juni 1923 in Hanau; † 29. August 1993 in Köln) war ein deutscher Maler.

## Leben
Karl Heidelbach nahm am Zweiten Weltkrieg teil und wurde verwundet. Ab 1938 erhielt er gelegentlichen Zeichenunterricht bei Hans Happ; im Jahr 1944 besuchte er die Städelhochschule in Frankfurt am Main. Von 1946 bis 1948 studierte er an der Akademie der Bildenden Künste München bei Professor Karl Caspar. 1956 erhielt er sein Examen als Kunsterzieher. 1973 gab er den Schuldienst auf.
Heidelbach wurde durch seine Bekanntschaft mit Otto Dix geprägt und von der „Neuen Sachlichkeit“ beeinflusst. Er ist stilistisch dem Realismus zuzuordnen. In den Jahren 1950 bis 1967 lebte und arbeitete Karl Heidelbach in der Phillipsburg zu Braubach. Von 1968 bis zu seinem Tode lebte und arbeitete der Maler in Köln.
Karl Heidelbach war verheiratet mit Luitgard (1929–2017), geborene Locher, und war Vater von fünf Kindern, darunter der Bilderbuchillustrator und -autor Nikolaus Heidelbach und der Regisseur Kaspar Heidelbach. Er starb 1993 im Alter von 70 Jahren. Die Grabstätte der Eheleute befindet sich auf dem Kölner Südfriedhof.

## Werk
Ab 1944 studierte Heidelbach an der Städelhochschule in Frankfurt am Main bei Wilhelm Heise. 1944 machte er die Bekanntschaft mit Otto Dix und Karl Scheffler. Heidelbach bezeichnete sich selbst als ein Schüler von Dix. 1946 begann er das Studium an der Akademie München bei Karl Caspar und nahm 1954 und 1956 an der Internationalen Sommerakademie für Bildende Kunst Salzburg („Schule des Sehens“) bei Oskar Kokoschka teil.
Erste Materialbilder entstanden aus am Ufer des Rheins gefundenen Objekten um 1959 und führten zu ersten Einzelausstellung 1963 im Pianohaus Kohl, Gelsenkirchen sowie Stampa Estera Rom (Verein der Auslandpresse). Als Kunsterzieher leitete Heidelbach seine Schüler in Sankt Goarshausen zum Bau von Figuren aus Fundgut an. Die Mädchen bastelten Puppen während die Jungen Roboter erstellten. Heidelbach setzte die gebauten Roboter und Puppen in zumeist alltägliche Szenen und malte diese veristisch. Auf die „Roboterbilder“ ab 1959 folgten kurz darauf die ersten „Puppenbilder“. Ab etwa 1967 malte Heidelbach zudem "Teschnische Landschaften" und „UFO-Bilder“ – futuristisch anmutende architektonische Landschaften, die ebenfalls aus Alltagsgegenständen komponiert waren.
Ab ca. 1967 entstand eine Reihe von „Totenbildern“. Heidelbach betonte, dass seinen Bildern keine inhaltliche/politische Botschaft zu Grunde liegt, sondern der Genuss des Malens im Vordergrund stehe; unabhängig vom Sujet. Ab etwa 1971 tauchen vermehrt Menschen, Landschaften, Stadtbilder und Gruppenporträts im Werk Heidelbachs auf. Die Landschaftsbilder kombinieren die abgebildeten Objekte mit Gegenständen im Atelier des Malers in der Tradition des Trompe-l’œil. 1969 wurde Heidelbach ständiges Mitglied im Deutschen Künstlerbund.
Ab etwa 1982 kehrte die Grundidee der aus Fundstücken gebauten „Roboter“ zurück. Allerdings kamen diese „Androiden“ ohne reale physische Vorbilder aus. Sie entstanden mit frei erfundenen Dimensionen und Konstruktionen auf der Leinwand. Die letzten katalogisierten Bilder Heidelbachs zeigen Porträts von Menschen.
Das „Leiden kreatürlicher Existenz“, in veristisch gemalten Alltagsszenen, war zeitlebens ein bestimmendes Thema im Werk Heidelbachs. Obwohl seine Schaffensphase in die Epoche Informel fiel, blieb er bis zu seinem Tod 1993 der realistischen Malweise treu.

## Karl Heidelbach Museum
Das digitale Karl Heidelbach Museum KHM wurde anlässlich des Jubiläums 2023 durch die Erbengemeinschaft eröffnet. Viele der ausgestellten Werke sind hier erstmals digitalisiert und der Öffentlichkeit zugänglich gemacht.

## Ausstellungen (Auswahl)
- 2023, Köln, Eröffnung: Digitales Karl Heidelbach Museum[15]
- 2022/2023, Köln, Kunsträume Michael Horbach Stiftung, Karl Heidelbach – zum 100. Geburtstag
- 2019, Frankfurt am Main, Galerie Hanna Bekker vom Rath
- 2017, Hanau, Remisengalerie Schloss Philippsruhe, Hanauer Kulturverein: Karl Heidelbach – eine Retrospektive. Ölbilder 1960–1992
- 2013, Troisdorf (Beteiligung): Ausstellung Väter + Söhne Vol. 1: Karl Heidelbach & Nikolaus Heidelbach Bilderbuchmuseum[16]
- 2012, Aschaffenburg (Beteiligung): Phantastische Welten – Vom Surrealismus zum Neosymbolismus, Museum der Stadt Aschaffenburg[17]
- 1987, Köln: Galerie Horbach[2]
- 1987, Mülheim an der Ruhr: Karl Heidelbach – Bilder 1959–1986, Städtisches Museum Mülheim an der Ruhr[18]
- 1986, Witten: Dreierlei ; Roboter, Puppen, Androiden, Märkisches Museum (Witten)[19]
- 1986, Darmstadt: Bilder 1959–1965, Hessisches Landesmuseum[20]
- 1978, Witten: Retrospektive Karl Heidelbach, Märkisches Museum (Witten)[21]
- 1975, Köln: Ölbilder, Gouachen, Galerie Bargera[7]
- 1975, Tel Aviv: Givon Art Gallery[2]
- 1973, Gelsenkirchen, Städtisches Museum[2]
- 1969, Köln: Galerie Gmurzynska[2]
- 1968, Bonn: Ölbilder 1963–1968, Museum Städtische Kunstsammlungen[22]
- 1968, Kopenhagen: Galerie Passepartout[2]
- 1967, Hannover: Ölbilder von 1963–1967, Galerie Brusberg[23]
- 1963, Gelsenkirchen: Pianohaus Kohl[7]

Eine Dauerausstellung von Gemälden und Zeichnungen Karl Heidelbachs befindet sich im Bauernmuseum in Braubach.

## Interviews und Filme
- Väter und Söhne – Der Maler Karl Heidelbach und sein Künstler-Sohn Nikolaus, Cordula Echterhoff für WestArt am 26. März 2013, WDR[27]
- Gegen den Strom Teil 1: Drei Maler von heute, Siegfried Rischar – Karl Heidelbach – Mathias Prechtl, 29. Dezember 1968, ZDF, Heinz Dieckmann
- Hierzulande – Heutzutage, beinhaltet unter anderem ein Interview mit Karl Heidelbach, WDR, 1972, Bernhard F. Rohe

## Werke in öffentlichem Besitz
- Hessisches Landesmuseum Darmstadt
- Staatsgalerie Stuttgart
- Wallraf-Richartz-Museum & Fondation Corboud
- Rheinisches Landesmuseum Bonn
- Städtische Sammlung Bonn
- Städtische Sammlung Gelsenkirchen
- Städtische Sammlung Rheinhausen
- Städtisches Museum Lübeck
- Märkisches Museum (Witten)
- Schloss Morsbroich, Leverkusen
- Osthaus Museum Hagen
- Städtische Sammlung Hanau

Stand: 1986, entnommen aus: Karl Heidelbach – Dreierlei ; Roboter, Puppen, Androiden